# Crematogaster laevissima
Crematogaster laevissima är en myrart som beskrevs av Smith 1860. Crematogaster laevissima ingår i släktet Crematogaster och familjen myror. Inga underarter finns listade i Catalogue of Life.